# Олга Минејева
Олга Павловна Минејева (рус. О́льга Па́вловна Мине́ева рођ. Свјороватска; Дегтјарск Свердловска област, 1. октобар 1952) је совјетска атлетичарка, олимпијска победница 1980. са штафетом 4 х 400 метара. Заслужни је мајстор спорта Совјетског Савеза.

## Спортска каријера
На Олимпијским играма у Минхену 1972. Минејева је учествовала у трци на 400 метара и у штафети 4 х 400 м. На 400 метара, није успела да се пласира у полуфинале, а са штафетом у сатсаву Љубов Рунцо, Наталија Колесникова, Надежда Читјакова, била је послења у финалу.
На Олимпијским играма у Москви 1980. такмичила се на 800 метара и штафети 4 х 400 м. На 800 м освојила је сребрну медаљу (1:54,9), иза Надежде Олизаренко које је оборила светски рекорд (1:53,43). Трећа је била исто совјетска атлетичарка Татјана Провидохина (1:55,5). У штафети, Минејева је као и Људмила Чернова, учествовала у предтакмичењу, али је због повреде пропустила финале. У финалу заменила ју је Ирина Назарова, која је трчала уз Људмилу Чернову и Нину Зјускову. Штафета СССР освојила је златну медаљу са резултатом 3:20,12.
Године 1982. Минејева на Европском првенству у Атини у трци на 800 м освојила је златни медаљу у времену новог националног рекорда 1:54,81 који и данас после 42 године (2024) још увек није оборен.
Олга Свјороватска се удала за Фаниса Минејева и од тада наступа под презименом Минејева. Сина Александра родила је 1989.